# Pirates II: Stagnetti's Revenge
Pirates II: Stagnetti's Revenge è un film pornografico del 2008, scritto e diretto da Joone.
Seguito del film del 2005 Pirates, è stato prodotto dalla Digital Playground e distribuito il 26 settembre del 2008. Jesse Jane, Evan Stone, Steven T. Croix e Tommy Gunn riprendono i loro ruoli mentre si uniscono al cast Belladonna, Sasha Grey, Katsuni, Jenna Haze e Ben English. Con un budget di oltre 8 milioni di dollari, il film è divenuto il più costoso della storia dell'industria pornografica.

## Trama
Una ciurma mista di pirati capitanata dall'Imperatrice/strega cinese nera Xifeng assale una nave britannica in cui soggiornava per qualche giorno un vescovo che teneva in custodia una pietra magica con lo scopo di impossessarsene per far tornare in vita Stagnetti, mentre il capitano dei cacciatori di pirati Edward Reynolds si trovava nel palazzo del Governatore della Jamaica per negoziare la scarcerazione di Serena la quale già dalla fine del primo film si era unita con i cacciatori di pirati dopo essere stata tradita senza pietà dal fu Stagnetti. Xifeng riesce a far tornare in vita quest'ultimo e decide di assassinare i cacciatori di pirati. Essi finiscono però per sconfiggere la banda della strega e salvare la loro compagna Jules, mentre Stagnetti riesce a scappare.

## Riconoscimenti
- AVN Awards 2009

- - Best Actor a Evan Stone[3]

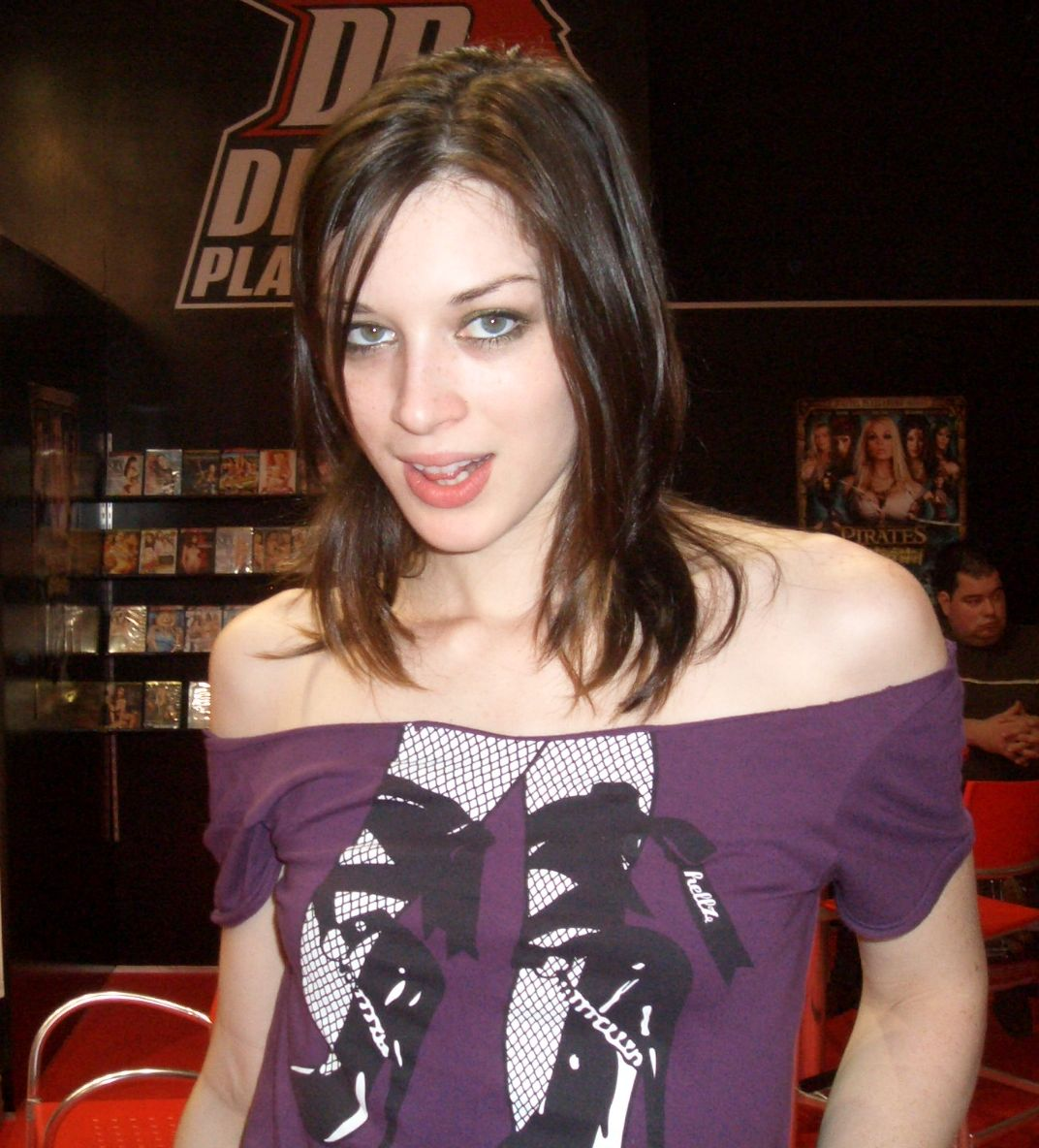
Stoya alla promozione di Pirates II a Berlino.

  - Best Supporting Actress a Belladonna
  - Best Supporting Actor a Ben English
  - Best Girl-Girl sex scene a Jesse Jane e Belladonna
  - Best director a Joone
  - Best Editing
  - Best Videography
  - Best Makeup
  - Best Art Direction
  - Best High-Definition Production
  - Best Screenplay
  - Best Special Effects
  - Candidatura per Best Actress
  - Candidatura per Best All-Girl 3-Way Sex Scene
  - Candidatura per Best Couples Sex Scene
  - Candidatura per Best DVD Menus
  - Candidatura per Best Group Sex Scene
  - Candidatura per Best Music Soundtrack
  - Candidatura per Best Non-Sex Performance
  - Candidatura per Best Packaging
  - Candidatura per Best Supporting Actor
  - Candidatura per Best Supporting Actress
  - Candidatura per Best Threeway Sex Scene
- XRCO Awards 2009
  - Best actor (single performance) a Evan Stone
  - Most Outrageous DVD Xtras
  - Best Epic
  - Candidatura per Single Performance - Actress